# 제이티스트
제이티스트(Jaytist, 본명 주 환, 1993년 1월 12일 ~ )은 대한민국의 가수, 작사가, 작곡가, 음악 프로듀서,  음반제작자이며, 부산광역시 출신이다. 2009년 11월 30일, 작곡가 겸 가수, 음악 프로듀서로 데뷔했으며, 현재 프리랜서 작곡가 겸 음악 프로듀서로 활동하고 있다. 주환의 대표곡은 2012년 디지털 싱글 〈'The Memory...' 기약 없이〉이다.

## 생애
1993년 1월, 부산 1남 1녀 첫째로 출생했다. 6세 시절, 예술의 소질과 흥미로 미술, 음악을 교육 받았다. 유아 시절부터 초교 2학년까지, 부산에서 성장을 거치다, 9살이 되는 해 양산으로 전학하여 학창시절을 보냈다. 
초교 6년 ,작곡을 처음 접하기 시작, 악보로 기록하며 작곡의 역량을 키웠다. 2006년 중학교 2학년 갑작스런 부모님의 이혼, 이의 여파로 컴퓨터 음악 (MIDI)를 접하고, 입문했다. 고교시절, 학업보다 취미인 작곡에 흥미를 두고, 음악을 작곡, 편곡, 프로듀싱, 연주를 하는 능력을 기르기 시작했다. 음악, 미술의 관심과 흥미에 따라 예술고등학교로 진학을 하려 했지만 본인의 의지로 인문계 고교를 입학했다. 고교 2학년, 18세의 나이로 디지털 싱글을 발매하며 작곡가, 가수로 데뷔했다. 2010년 고교 3년, 제이비엔매니지먼트 공동설립, 대표, 음악 프로듀서 역임. 2012년 2월, The Memory... 중 타이틀 곡 '기약 없이' 작곡, 편곡, 프로듀싱 담당을 했다. 
2013년 7월, 육군 현역으로 입대하고, 2015년 4월 만기 전역했다. 이후 프리랜서 작곡가 및 프로듀서로 활동중이다. 2016년 제이비엔매니지먼트 잠정 해체되었다.
1. 생애출처[1]

## 발매 음반 목록

### 디지털 싱글앨범
- The Momory...(2012.02.17) 작곡, 편곡, 프로듀싱 (서비스 중지)